# Nostra Senyora de les Neus

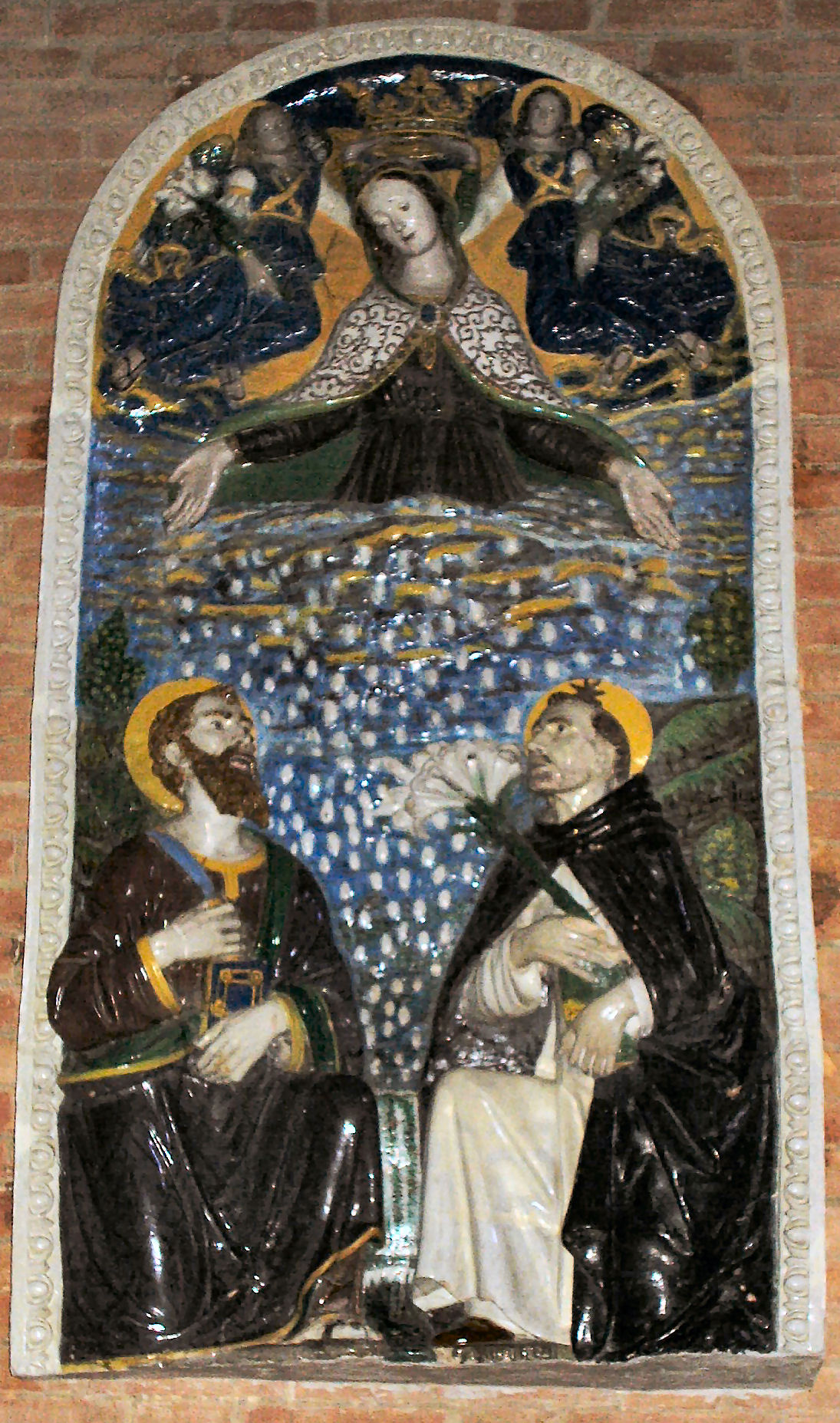
Nostra Senyora de les Neus. Taller de Giovanni della Robbia (Certaldo - Itàlia)

Nostra Senyora de les Neus, Mare de Déu de les Neus o Mare de Déu de la Neu, és una antiga advocació mariana que es remunta al segle iv i que està molt estesa a Itàlia, Espanya, Llatinoamèrica i Portugal. Se celebra el 5 d'agost.

## Origen
L'origen s'atribueix a l'època del papat de Liberi (352-366). El 4 d'agost del 352 un ancià que es deia Giovanni, patrici ric de Roma que no havia tingut fills, van sol·licitar de la Mare de Déu que els assenyalés què havien de fer amb els seus béns per garantir el millor ús cristià de l'herència. La tradició catòlica conta que la Verge es va manifestar davant d'ells i els va indicar que, allà on assenyalés, se li construís un temple. Així, en el matí d'un 5 d'agost, va clarejar nevada el mont Esquilí de Roma, el que, com a fet extraordinari, el matrimoni va interpretar voluntat de la Verge i així ho va fer saber al Papa Liberi, que havia tingut el mateix somni. Altres versions afirmen que la Verge es va aparèixer en somnis als esposos i al Papa i els va anunciar que els assenyalaria on havien de construir l'església amb la neu d'agost.
L'obra conclou un any després, amb el finançament de la família patrícia i el suport eclesiàstic. el El Papa Sixt III al voltant de l'any 434 va enderrocar l'església per construir-ne una de més gran, que en l'actualitat és la Basílica de Santa Maria la Major. És la Basílica més antiga dedicada a la Mare de Déu a occident.
La devoció va quedar reduïda a Roma i la seva perifèria, almenys fins als inicis de l'any 1000. La primera obra artística de la qual es té constància que va representar el miracle s'atribueix a un deixeble de Giotto que es conserva a la Basílica actual. El papa Pius V establí la festivitat d'aquesta advocació al calendari romà el 1568, el que animà la construcció d'esglésies amb aques nom.

## Esglésies

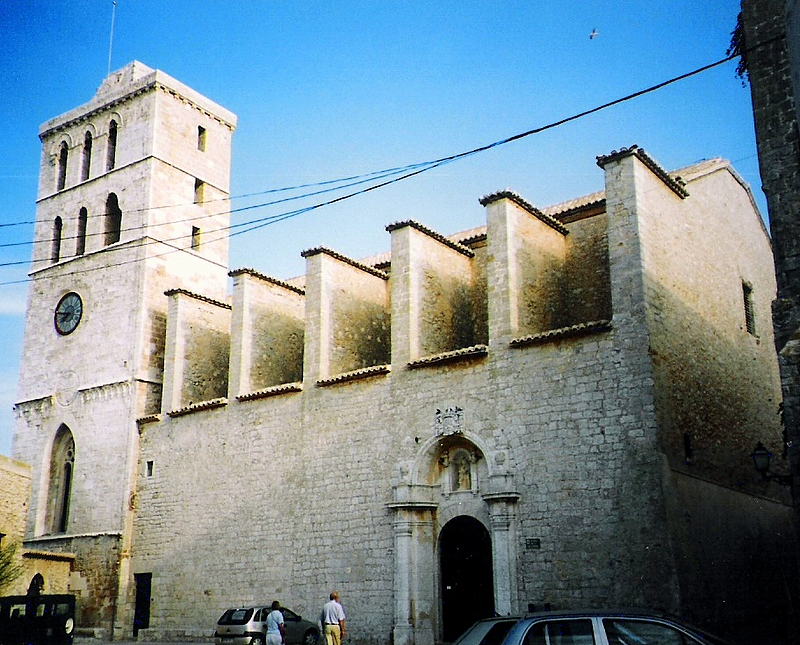
Catedral d'Eivissa

- La Catedral de la Verge de les Neus o Catedral d'Eivissa, és una catedral construïda en el segle XIII en estil gòtic català, tot i que la nau va ser remodelada a estil barroc. En aquesta catedral es rendeix culte a Santa Maria la Major és a dir, la Mare de Déu de les Neus (Patrona d'Eivissa), perquè eren les dues festivitats més properes al 8 d'agost, data de la conquesta d'Eivissa i els catalans volien aixecar una església que commemorés tal esdeveniment. La celebració de Santa Maria es popularitzà molt durant el segle xiii per tradicions marianes a les que Jaume I era proper. Així és com, a part de la catedral d'Eivissa, altres catedrals sorgides per la conquesta catalana també estan dedicades a Santa Maria, com la catedral de València. Durant el segle xvii el seu interior va ser completament remodelat en estil barroc.
- La Mare de Déu de les Neus d'Irgo de Tor, o Santa Maria de les Neus d'Irgo, és l'església parroquial del poble d'Irgo de Tor, de l'antic terme de Llesp, actualment pertanyent al terme del Pont de Suert.